# Phytocoris ejuncidus
Phytocoris ejuncidus är en insektsart som beskrevs av Stonedahl 1988. Phytocoris ejuncidus ingår i släktet Phytocoris och familjen ängsskinnbaggar. Inga underarter finns listade i Catalogue of Life.